# Universitätsbrücke (Bydgoszcz)
Die Universitätsbrücke (polnisch Most Uniwersytecki) in der polnischen Stadt Bydgoszcz ist eine Schrägseilbrücke über die Brda. Die Brücke mit den zwei sich durchdringenden Pylonen ist Teil der 2013 eröffneten 1,6 km langen vierspurigen Universität-Stadtdurchfahrt, welche die nördlichen Stadtteile mit denjenigen im Süden verbindet. Während der Bauphase hieß die Brücke Lech-Kaczyński-Brücke, polnisch Most im. Lecha Kaczyńskiego.

## Geschichte
Bereits in den 1970er Jahren war eine bessere Verbindung zwischen den Stadtteilen geplant, die aber an mangelnder Finanzierung scheiterte. Erst mit Hilfe der EU war die Umsetzung des Vorhabens möglich. Die Bauarbeiten begannen im Herbst 2010 und kosteten für das ganze Straßenprojekt 207 Millionen Złoty, wovon die EU 93 Millionen übernahm. Ursprünglich sollte die Brücke zu Ehren Lech Kaczyńskis, dem kurz vor Baubeginn beim Flugunfall von Smolensk 2010 umgekommenen polnischen Präsidenten, Lech-Kaczyński-Brücke genannt werden; das Bauwerk wurde aber im November 2013 kurz vor der Eröffnung durch den Stadtrat von Bydgoszcz mit dem heutigen Namen versehen. Die Umbenennung stieß auf Widerstand und wurde vor Gericht angefochten, die Polizei entfernte illegal angebrachte Schilder mit der alten Bezeichnung.

## Bauwerk
Die Brücke ist 200,9 m lang und wird von den beiden am Südufer des Flusses stehenden 68,7 m hohen Pylonen getragen, die in ihrer Form an die Buchstaben Alpha und Omega des griechischen Alphabetes angelehnt sind. Der in Stahlverbundbauweise ausgeführte Fahrbahnträger wird von 16 kunststoffummantelten Seilen getragen, wovon das längste 160 m lang ist. Die Vorbrücken sind als Betonhohlkasten ausgeführt, die von architektonisch gestalteten Pfeilern getragen werden. Die Brücke überführt zwei Fahrspuren in beiden Richtungen, weist aber keine Fahrrad- und Gehwege auf, was in der Bevölkerung zu starker Kritik führte. Aus diesem Grund dürfen die über die Brücke fahrenden Busse des öffentlichen Nahverkehrs kostenfrei benutzt werden.
Die Brücke ist in grünen, beigen, orangen und roten Farben gestrichen. Nachts wird die Brücke mit LEDs beleuchtet, wobei die Farbe der Beleuchtung langsam von Rot über Türkis und Grün zu Violett wechselt.